# Edme Pourchot
Edme Pourchot (en latin Purchotius), né à Poilly-sur-Tholon, près d'Auxerre, en septembre 1651, mort à Paris le 22 juin 1734 à quatre-vingt-deux ans, fut un professeur de philosophie de l'Université de Paris, dont l'enseignement eut une grande influence et suscita la controverse en mêlant des éléments de cartésianisme aux conceptions scholastiques traditionnelles.

## Biographie
Fils d'un simple habitant de Poilly, il commença ses études à Auxerre, mais vint très jeune à Paris (pour sa philosophie), au collège des Grassins, et il acquit d'abord le grade de maître-ès-arts, puis de licencié-en-droit. Ses premiers succès le firent agréer comme répétiteur du futur abbé de Pomponne (neveu d'Antoine Arnauld). Il fut nommé professeur de philosophie en 1677, et enseigna cette discipline pendant vingt-six ans, d'abord au collège des Grassins, puis au collège des Quatre-Nations (ouvert en octobre 1688). Il fut élu sept fois recteur de l'Université (1692-94), puis exerça pendant quarante ans, jusqu'à sa mort, la charge de procureur-syndic de la compagnie. En 1703, il mit fin à son enseignement de philosophie et se consacra à l'étude de l'Écriture Sainte et particulièrement de l'hébreu ; quelques années plus tard, il enseigna cette langue, au collège Sainte-Barbe, à des étudiants en théologie, en suivant la méthode de François Masclef, qui simplifiait grandement le système difficile hérité des massorètes.
Il rassembla la substance de son enseignement philosophique dans son Institutio philosophica ad faciliorem veterum ac recentiorum philosophorum lectionem comparata (Paris, chez J.-P. Coignard, 1695, 4 vol. in-12) : le premier volume est consacré à la logique, la métaphysique et des éléments de géométrie ; le second aux principes généraux de la physique (optique, mécanique); le troisième à la cosmologie et aux sciences naturelles ; le quatrième à l'éthique et à des Exercitationes scholasticæ. L'auteur perfectionna ensuite cet ouvrage jusqu'à la fin de sa vie, et il y en eut plusieurs autres éditions de son vivant et après avec le titre passé au pluriel (Institutiones philosophicæ), en France et en Italie : Paris, 1700 ; Lyon, chez A. Boudet, 1711 ; Venise, chez G. Manfré, 1713 ; Lyon, 1716-17 ; Venise, 1720, puis 1730 ; Paris, chez J. Vincent, 1723 ; Paris et Lyon, 1733 ; Padoue, Imprimerie du séminaire, 1738 ; Venise, 1760 ; Paris, chez J. Vincent, 1767. Les Exercitationes scholasticæ furent imprimées à part par J.-P. Coignard en 1700 et 1711. Un Appendix ad Institutiones philosophicas fut publié en 1733, à Paris, chez Le Breton fils.
C'est suivant les conseils d'Antoine Arnauld qu'il médita les ouvrages de Descartes et la Logique de Port-Royal. Quant à ses positions personnelles, il s'efforce en fait de concilier la scholastique traditionnelle (dont il rejette certaines notions qui lui semblent caduques, comme les « formes substantielles ») et la « philosophie moderne » (notamment en matière de physique). Mais cela suffit à déclencher dans l'Université une cabale contre lui : son ouvrage fut même déféré devant le Parlement de Paris en 1699, et condamné comme « enseignant une méchante doctrine ».
Nicolas Boileau l'évoque dans la seconde édition (1701) de son Arrêt burlesque : « Vu par la Cour la requête présentée par les Régents, Maîtres-ès-Arts, Docteurs et Professeurs de l'Université [...] contenant que depuis quelques années une inconnue nommée la Raison aurait entrepris d'entrer par force dans les Écoles de ladite Université, et pour cet effet à l'aide de certains quidams factieux, prenant les surnoms de Gassendistes, Cartésiens, Malebranchistes et Pourchotistes, gens sans aveu, se serait mise en état d'en expulser ledit Aristote, ancien et paisible possesseur desdites Écoles, contre lequel elle et ses consorts auraient déjà publié plusieurs livres, traités, dissertations et raisonnements diffamatoires [...] ».
Pourchot a écrit également des Mémoires où il relate les différentes affaires qu'il eut à traiter pendant les quarante ans de son mandat de syndic. Il devint aveugle en 1732. À sa mort, il légua son épargne à la Sorbonne pour fonder une chaire de grec et une bourse pour les étudiants pauvres de sa région natale. Il fut inhumé au cimetière de Saint-Étienne-du-Mont, son épitaphe fut composée par Charles Coffin. Balthazar Gibert, qui fut son successeur comme syndic de l'Université de Paris, prononça son éloge funèbre à sa prise de fonction.